# Macrosporogenesi
La macrosporogenesi è un processo che nelle angiosperme determina la formazione dell'ovocellula e del sacco embrionale attraverso la meiosi.

## Modello Polygonum
Questa si svolge secondo le seguenti fasi: Inizialmente il megasporocito o macrospora subisce una meiosi che porta alla formazione di quattro nuclei aploidi. Di questi tre degenerano e il quarto subisce tre divisioni mitotiche successive che portano alla formazione del sacco embrionale ottonucleato, contenente quindi otto nuclei aploidi. Il sacco è costituito da tre nuclei dell'apparato antipodale al polo calazale (polo inferiore del sacco embrionale), tre dell'apparato oangico (oosfera e sinergidi) al polo micropilare (polo superiore del sacco embrionale) e due nuclei polari al centro, i quali si fonderanno per dare origine ad un unico nucleo diploide (fondendosi con il secondo nucleo spermatico durante la fecondazione darà origine all'Endosperma secondario triploide).